# Sinner... and saint
Sinner...& Saint è una compilation di brani di Rory Gallagher (cantante/chitarrista irlandese) tratti dagli album Rory Gallagher e Deuce.

## Il disco
Nel 1975 La Polydor International decide di far uscire una compilation di brani presi dai primi due album di Rory Gallagher a volte in versione diversa dall'originale (acustico, più jazz).
Ritroviamo ballate come "I Fall Apart" e "For The Last Time", tracce rock ("Used To Be", "Hand Up" o canzoni Jazz. 
In particolare ricordiamo "Don't Know Where I'm Going" e "Just The Smile" che mostrano la straordinaria versatilità che Rory dimostrava nel comporre musica straordinaria e poi suonarla dando il massimo con la propria chitarra.

## Tracce
1. Used to Be
2. Sinner Boy
3. For the Last Time
4. Hands Up
5. Just the Smile
6. Crest of a Wave
7. I'm Not Awake Yet
8. There's a Light
9. I Fall Apart
10. Don't Know Where I'm Going

## Formazione
- Rory Gallagher - chitarra, voce, armonica a bocca, sassofono, mandolino
- Gerry McAvoy - basso
- Wilgar Campbell - batteria, percussioni